# Caloveto
Caloveto är en ort och kommun i provinsen Cosenza i regionen Kalabrien i Italien. Kommunen hade 1 215 invånare (2017).